# Francisco Pardillo Vaquer
Francisco Pardillo Vaquer (Castellón de la Plana, 19 de mayo de 1884 - Barcelona, 19 de julio de 1955) fue un científico español, licenciado y doctor en Ciencias Naturales por la Universidad de Madrid, catedrático de Cristalografía y Mineralogía en la Universidad de Barcelona, y decano de la Facultad de Ciencias entre 1943 y 1954. Fue también director del Museo de Ciencias Naturales  de Barcelona, y tras su división en dos, en 1933, del de Geología,  jefe de la sección de mineralogía y cristalografía del Instituto Lucas Mallada del Consejo Superior de Investigaciones Científicas y presidente de la Real Academia de Ciencias de Barcelona. Como científico, se dedicó principalmente  a la cristalografía.

## Biografía
Francisco Pardillo estudió el bachillerato (nombre que entonces recibía la educación secundaria) en Castellón de la Plana, obteniendo el grado de bachiller en 1899. Posteriormente estudió la Licenciatura en Ciencias Naturales en las universidades de Barcelona y Madrid, obteniendo el grado de licenciado en esta última ciudad en 1905, y el de doctor en 1907. Fue ayudante del Laboratorio de Biología Marina de Palma de Mallorca. En 1911 obtuvo la cátedra de Cristalografía y Mineralogía en la Universidad de Barcelona, donde se jubiló como catedrático el año 1954. En 1912 contrajo matrimonio con Adela Iranzo, teniendo 5 hijos. Tras enviudar, en 1954 se casó con Sofía gallego, con quien tuvo una hija.

## Labor científica
Tras obtener el título de licenciado en Ciencias Naturales, realizó su Tesis Doctoral, titulada El microesterógrafo y su aplicación a la medida de los diedros de cristales microscópicos, que leyó en Madrid en 1907. Su labor principal estuvo dedicada al estudio de la cristalografía, tanto geométrica, sobre morfología de los cristales de diversos minerales, como óptica, utilizando la platina de Fedorov por primera vez en España. Sus primeros trabajos fueron sobre unos cristales de hematites procedentes de los alrerdedores de Melilla, y sobre los de mirabilita de Zizur Mayor (Navarra). La descripción de estos últimos fue incluida por Goldschmidt en su Atlas de Kristallformen. También estudió los cristales de baritina de morfología compleja de la mina Regia, de Bellmunt (Tarragona), y los cristales de wulfenita de Horta (Barcelona).. Sus datos y los correspondientes dibujos han sido reproducidos en distintas obras científicas, entre ellas  en el tomo VI del  libro Minerales y Minas de España.
A partir del descubrimiento por Max von Laue, en 1912, de la difracción de los rayos X, Pardillo  fue inmediatamente consciente de las posibilidades de esta técnica,  y emprendió también trabajos de investigación utilizándola, aunque  para ello tuvo que construir el equipamiento necesario de forma artesanal, siendo el primer equipo de este tipo que funcionó en España. Su principal trabajo en este campo fue el estudio de la estructura cristalina de la glauberita, que sería publicado en las Memorias de la Academia de Ciencias de Barcelona. Tras el paréntesis de la Guerra Civil, se incorporó al recién creado Consejo Superior de Investigaciones Científicas